# قصر بني حيون
قصر بني حيون هو قصرٌ (قريةٌ محصنة) في المغرب، يقعُ في منطقة تاكونيت. بني هذا القصر بتقنية التربة المدكوكة، حيثُ استعمل فيه الطين. تبلغ مساحته 3.68 هكتار.